# Brestov (Prešov)
Brestov (em húngaro: Boroszló) é um município da Eslováquia, situado no distrito de Prešov, na região de Prešov. Tem 10,37 km² de área e sua população em 2018 foi estimada em 441 habitantes.

## Demografia
| Ano:        | 1994 | 2004   | 2014   | 2024   |
| ----------- | ---- | ------ | ------ | ------ |
| Broj ljudi: | 479  | 454    | 449    | 461    |
| Razlika:    |      | -5,21% | -1,10% | +2,67% |

| Ano:               | 2023 | 2024 |
| ------------------ | ---- | ---- |
| Número de pessoas: | 461  | 461  |
| Diferença:         |      | +0%  |